# Ївон Боду
Ївон Боду (1896 — 1971) — бельгійський хокеїст на траві. Участник літніх Олімпійських ігор 1928 року в Амстердамі, де його збірна посіла 4-те місце. Зіграв 3 матчі і забив 1 гол у ворота збірної Австрії.